# Sittiparus
Sittiparus är ett fågelsläkte i familjen mesar inom ordningen tättingar. De fem arterna i släktet förekommer i östra Asien från Kurilerna söderut till Filippinerna:
- Taiwanmes (S. castaneoventris)
- Iriomotemes (S. olivaceus)
- Samurajmes (S. varius)
- Izumes (S. owstoni)
- Vitpannad mes (S. semilarvatus)

Tidigare fördes släktet till Poecile (som ännu tidigare inkluderades i ett stort Parus), men urskiljs numera oftast som ett eget släkte. Vitpannad mes placerades tidigare i Parus, men DNA-studier visar att den är mycket nära släkt med samurajmes.